# David Glen Eisley
David Glen Eisley, född 5 september 1952 i Los Angeles i Kalifornien, är en amerikansk musiker, sångare, låtskrivare och skådespelare.

## Biografi
David Glen Eisley föddes i Los Angeles i Kalifornien, som son till skådespelaren Anthony Eisley och hans hustru Judith Tubbs Eisley. Han spelade under sin tid i high school i ett band vid namn Mammoth, ett coverband av det andra rockbandet Iron Butterfly. Han spelade även baseboll, och kom så småningom upp i den så kallade Double-A-klassen för laget San Francisco Giants. I och med detta började han överväga om han skulle spela matcher, eller om han skulle prioritera musiken. Han har tre syskon, däribland den yngre brodern Jonathan Erickson Eisley, som arbetar som skådespelare och stuntman.

## Musikkarriär
David Glen Eisley har gjort sig känd för att vara huvudsångare i de fyra AOR-banden Sorcery (1980–1983), Giuffria (1983–1988), Dirty White Boy ([1988–1991) och Stream (1998). Hans största framgång kom med bandet Giuffria, då deras hitsingel "Call to the Heart" placerade sig som nummer 15 på Billboard Hot 100 i början av 1985. Han har även synts i TV-serierna Beverly Hills och Sjunde himlen, filmen Action Jackson, och har medverkat i olika reklamfilmer på TV.
År 1997 skrev David Glen Eisley rockballaden "Sweet Victory" med Bob Kullick genom Arista Records, och ett år senare (1998) släpptes den även på APM Music, på deras Bruton Music Library-album American Games. Låten spelades i ett avsnitt av Svampbob Fyrkant ("Band Geeks", på svenska kallat "Bandtöntar"), under år 2001.

## Privatliv
David Glen Eisley gifte sig år 1991 med skådespelerskan Olivia Hussey, de var gifta till hennes död i december 2024. De fick  dottern India Eisley, som arbetar som skådespelerska.